# 对茎马蹄吸虫
对茎马蹄吸虫（学名：Maritrema obstipum）为微茎科马蹄属的动物。分布于俄罗斯、欧洲、美洲以及中国大陆的广西壮族治区灵川县等地，营寄生生活，终末宿主鱼类、小翠鸟（中国）等以及寄生在肠腔。